# Antidepressiu
Els antidepressius són medicaments que s'utilitzen per tractar el trastorn depressiu major, alguns trastorns d'ansietat, algunes casos de dolor crònic i per ajudar a controlar algunes addiccions. Els efectes secundaris comuns dels antidepressius inclouen sequedat bucal, augment de pes, marejos, mal de cap, disfunció sexual, i una reactivitat emocional reduïda. Hi ha un lleuger risc de comportament i pensament suïcides quan els prenen nens, adolescents i adults joves. Es pot produir una síndrome de suspensió després d'aturar qualsevol antidepressiu que s'assembli a una depressió recurrent.
Algunes revisions sobre antidepressius per a la depressió en adults troben beneficis, mentre que altres no. Les evidències del benefici en nens i adolescents no són clares. Els vint-i-un medicaments antidepressius més freqüentment prescrits van resultar ser més efectius que el placebo per a adults amb trastorn depressiu major en un metaanàlisi del 2016. Hi ha debat a la comunitat mèdica sobre quant dels efectes observats dels antidepressius es poden atribuir a l'efecte placebo, i hi ha qui afirma que no aportarien gairebé res. La majoria de les investigacions sobre si els antidepressius funcionen es fan en persones amb símptomes greus, una població que presenta respostes menors al placebo, de manera que els resultats no es poden extrapolar a la població general.
Hi ha tractaments eficaços per a la depressió que no impliquen medicaments o es poden utilitzar conjuntament amb medicaments. S'ha vist que alguns compostos naturals, com per exemple els olis essencials del coriandre, tindrien efectes antidepressius.

## Tipus
Inclouen:
- Inhibidors de la monoaminooxidasa (IMAO)
- Antidepressius tricíclics (ATC).
- Antidepressius tetracíclics.
- Inhibidors selectius de la recaptació de serotonina (ISRS), els més utilitzats.[22]
- Inhibidors (selectius) de la recaptació de la serotonina i noradrenalina (ISRSN o IRSN).
- Moduladors i estimuladors de la serotonina (MES)

De tots aquests els més utilitzats són els ISRS.

## Efectes secundaris
Estudis demostren que l'ús d'antidepressius involucra una adaptació neural que comporta una regulació a la baixa dels receptors β-adrenèrgics. En aquesta adaptació, induïda per antidepressius, es troben implicats múltiples mecanismes neurals. Altres estudis proven que diferents antidepressius produeixen efectes variats sobre els receptors del còrtex i de l'hipocamp.